# Passeig de Ragull
El passeig de Ragull és una via pública de Ripoll (Ripollès) protegida com a Bé Cultural d'Interès Local.

## Descripció
Passeig paral·lel a la carretera de Barcelona i al riu Freser, entre els què està situat. Té dos nivells: al nivell més pròxim al nucli urbà hi ha quatre fileres de plataners, bancs i baranes de pedra a la banda que dona al riu; al nivell inferior, al què s'hi accedeix per escales i una rampa, hi ha cinc fileres de plataners, una font dedicada a l'alcalde Antoni M. Ginestà i una creu de terme, anomenada d'en Besora. Al centre del passeig hi ha una font i quatre bancs de pedra al seu voltant. A ambdós nivells hi ha espais de jocs infantils.